# Greek Town (Chicago)
Greek Town (en français : « ville grecque ») est un quartier situé dans le secteur de Near West Side à Chicago, aux États-Unis.

## Description
Greek Town est constitué essentiellement de bars et de restaurants situé approximativement entre Van Buren Street et Madison Street le long de Halsted Street à l'ouest du secteur financier du Loop. Comme son nom l'indique, le secteur possède une forte population gréco-américaine. Beaucoup d'entre eux ont quitté le quartier, laissant la plupart des restaurants, mais un musée culturel et un défilé annuel assure la continuation de l'héritage hellénique à Chicago. 
Greek Town est très populaire auprès des touristes et des habitants de Chicago. Le quartier est facilement accessible par les transports publics.